# کیسه خودکشی

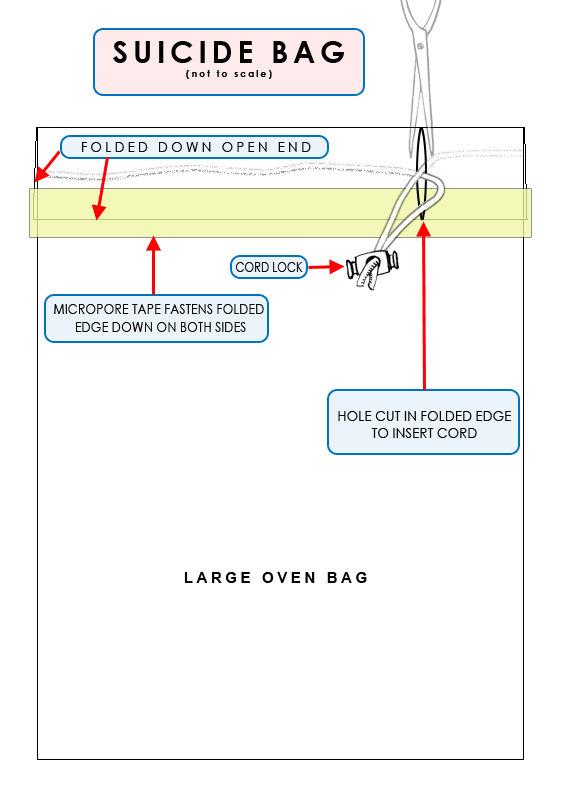
کیسه خروج

کیسهٔ خودکشی (به انگلیسی: suicide bag)، که از آن با عنوان کیسهٔ خروج نیز یاد می‌شود که تاکنون در کشورهایی مانند کانادا و استرالیا به فروش رفته‌است.
کیسه خودکشی در واقع محفظه‌ای پلاستیکی است که بر سر آن یک بند کشی نصب شده و برای خودکشی مورد استفاده قرار می‌گیرد. اگر کیسه خودکشی و لوله کپسول گاز متصل به آن را قبل از پیدا شدن جسد بردارند، تشخیص علت مرگ بسیار دشوار خواهد بود.

## تاریخچه
ایده کیسه خروج در آغاز توسط درک همفری در کتابش به نام «خروج نهایی» که در سال ۱۹۹۲ به چاپ رسید، مطرح شد.
در این کتاب آمده‌است که کیسه خروج یک کیسه نسبتاً بزرگ پلاستیکی است که یک بند ولکرو در گلوگاه آن قرار دارد. در دیگر نشریات هملاک سوسایتی نیز انواع مختلفی از کیسه خروج به همراه چگونگی استفاده از گاز هلیوم در آن شرح داده شده‌است.
دکتر ریچارد مک دونالد، مدیر پزشکان هملاک سوسایتی، در سال ۲۰۰۳ اظهار داشت که محدود شدن دسترسی به باربیتورات‌ها سبب به وجود آمدن کیسه خروج شده‌است. دکتر فیلیپ نیچک استرالیایی نیز که خود یکی از طرفداران حق مردن است در فیلم‌های مستندی همچون «انجام آن توسط بتی» و در کتابچه‌های تبلیغاتی، نحوه استفاده از کیسه خروج را شرح داده‌است.
یک گروه استرالیایی متخصص در کار اوتانازی به نام «خروج جهانی» در سال ۲۰۰۲ نمونه‌های تجاری این کیسه را تولید کرد. تا قبل از آن، استرالیایی‌ها می‌توانستند از طریق اینترنت کیسه خروج را از گروه‌های طرفدار حق مردن در کانادا خریداری کنند. کانادایی‌ها ارسال کیسه‌های خروج به استرالیا را در سال ۲۰۰۱ و پس از تجدید نظر دولت استرالیا در زمینه قانون ورود این گونه محصولات به آن کشور متوقف کردند. نام دیگر کیسه خروج «کیسه آسی» می‌باشد.
دو سال بعد، دو عضو سازمان خروج نهایی در آتلانتا به جرم یاری رساندن یک مرد مبتلا به سرطان در انجام عمل اوتانازی دستگیر شدند. بازرسان اعلام داشتند که این سازمان در حد اقل ۲۰۰ قتل دیگر از راه خودکشی کمکی دست داشته‌است. به اعضای این سازمان آموزش داده می‌شود که برای کمک به فرد در انجام خودکشی ابزار لازم همچون کپسول گاز هلیوم یا کیسه خودکشی را تهیه و آماده نمایند.

## محدودیت‌های قانونی فروش
در سال ۲۰۱۱ گروه «گلد گروپ» در ال کاجون، کالیفرنیا که توسط یک پیرزن ۹۱ ساله اداره می‌شد و اقدام به فروش کیسه‌های خروج از طریق ایمیل می‌کرد، توسط اف‌بی‌آی کشف و بسته شد. این مورد سبب شد که اورگان اولین ایالت آمریکا باشد که در جولای همان سال فروش هر گونه ابزار خودکشی را ممنوع کند.

## علوم پزشکی
خودکشی‌های با استفاده این روش در مقالات به خوبی مورد استناد قرار گرفته‌اند. در تحقیق «خودکشی از طریق خفگی با هلیوم و کیسه خروج»؛ (توسط اوگدن و همکاران)؛ نویسندگان مورد خودکشی یک زن ۶۰ساله مبتلا به آدنوئید سیستیک کارسینوما را شرح داده‌اند. این زن در ماه سپتامبر سال ۲۰۰۰، در کارولینای جنوبی با کمک کیسه خروج و هلیوم خودکشی کرد.
مواردی از خودکشی به وسیله گازهای دیگری غیر از هلیوم همچون متان یا مخلوط پروپان - بوتان نیز گزارش شده‌است.
تحقیق دیگری در سال ۲۰۱۱ نشان داد که اطلاعات فراوانی دربارهٔ نحوه استفاده از کیسه خروج به همراه نوعی گاز نجیب به صورت تصویری و نوشتاری در اینترنت پخش شده‌است.